# Nîmes
Nîmes là một thành phố cổ nằm ở Đông-Nam nước Pháp. Đây là tỉnh lỵ của tỉnh Gard, thuộc vùng Occitanie. Nằm trên trục Avignon, Arles, Marseille - Montpellier, Perpignan, cách Paris 715 km, Nîmes có dân số khoảng 143 000 người, nhưng thêm rất nhiều khách du lịch vào mùa hè. Trong tiếng Pháp, người dân của Nîmes được gọi là Nîmois (đối với đàn ông) và Nîmoises (đối với đàn bà). Tên của thành phố xuất phát từ từ Nemausus trong tiếng La Tinh, trong ngôn ngữ miền Nam nước Pháp Địa Trung Hải thành Nimes hoặc Nemze.
"Nằm tại nơi gặp nhau của lịch sử và sự giao lưu của loài người" (Christian Liger), Nîmes có một nguồn gốc cổ xưa. La Mã, Tây Ban Nha, Camargue, Cévennes, Provence và Languedoc, Nîmes có văn hóa, lịch sử phong phú và đặc thù, một thành phố có những nét đặc biệt riêng. Từ năm 2001, một tuyến đường tàu siêu tốc TGV, mất khoảng 3 giờ từ Paris, đã đem lại sự năng động mới cho thành phố, góp phần cho sự phát triển phồn vinh về kinh tế và dân số. Nîmes được coi là thành phố của nghệ thuật và lịch sử.

## Địa lý

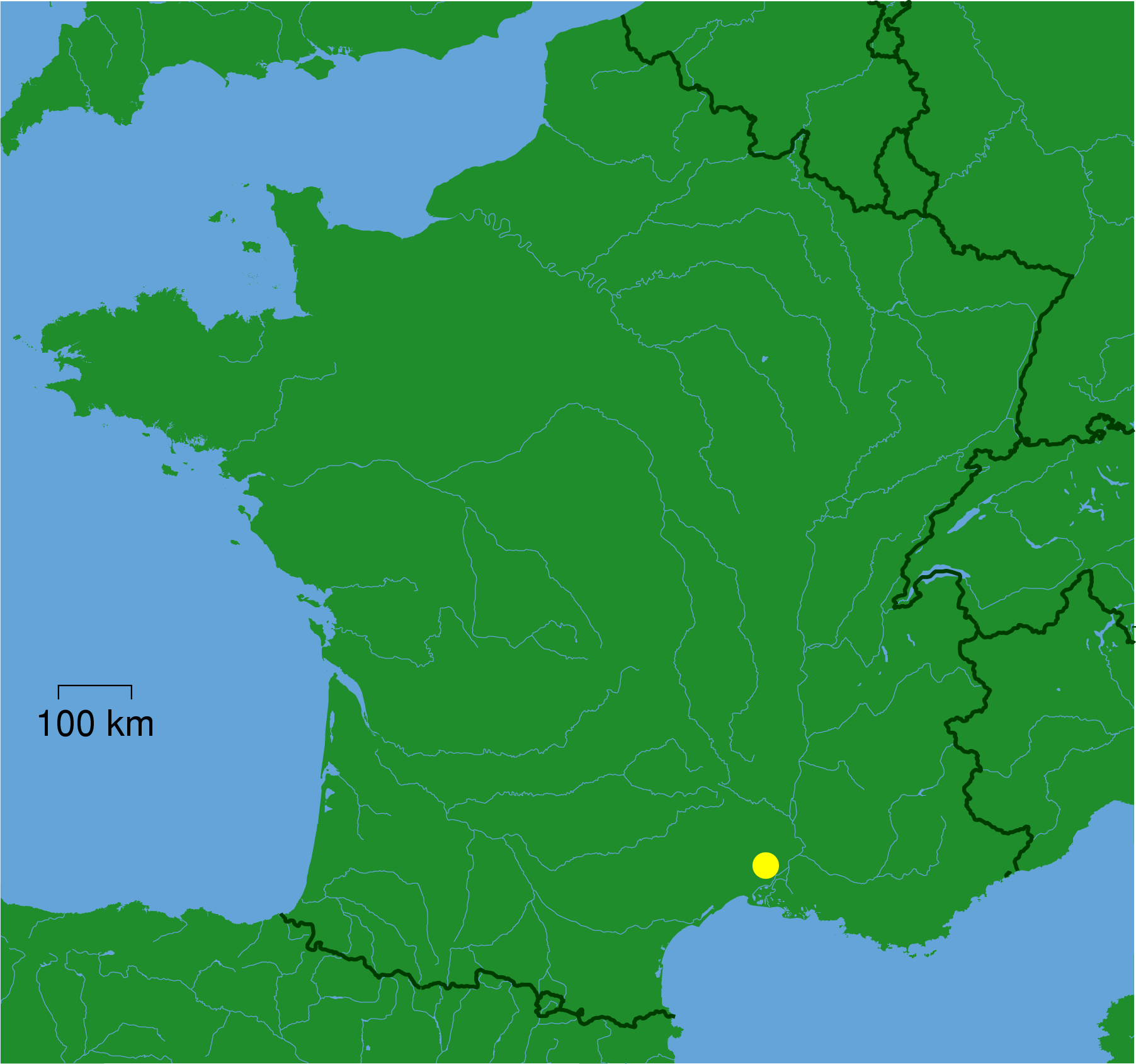
Vị trí địa lý của Nîmes

Điểm cao nhất của thành phố trên những quả đồi phía bắc là 215 mét (trong vùng đô thị là 116 m) và điểm thấp nhất là 21 m ở Vistre (30 m trong vùng đô thị). Nîmes nằm trong một khu vực trũng - nơi nhiệt độ cao vào mùa hè và thường xuyên ngập lụt (thảm kịch nhất vào ngày 3 tháng 10 năm 1988) - giữa bảy quả đồi (trên thực tế chỉ có ba quả đồi lớn), giống Roma. Vì đặc thù này, cộng với lịch sử La Mã nổi bật, Nîmes được gọi là Roma của Pháp. Nằm trên đường viền của truông Địa Trung Hải, hẻm Costières, nơi đây là một điểm nhìn địa lý lý tưởng, cách biển Địa Trung Hải 35 km, 20 km từ Camargue, 40 km từ Cévennes và 20 km từ Rhône. Nó đánh dấu biên giới giữa Provence (cực Tây) và Languedoc (cực Đông). Nîmes cũng năm không xa các thành phố lớn khác: Arles (27 km), Avignon (44 km), Alès (46 km), Montpellier (52 km), rồi Orange (65 km), Sète (84 km), Aix-en-Provence (95 km) et Marseille (110 km).
Nîmes là thành phố rộng thứ 28 của nước Pháp (tính nguyên lãnh thổ chính quốc) 161,85 km².

### Đường giao thông
Nîmes nằm ở gần quốc lộ số 113 (Bordeaux - Marseille) và quốc lộ 86 (Lyon - Avignon).
Đường ô tô tới Nîmes là A9 (Orange - Espagne) và A54 (Nîmes - Salon-de-Provence).

### Bình đồ và hình vệ tinh
43°49′59″B 4°21′0″Đ / 43,83306°B 4,35°Đ.

## Khí hậu
Thành phố được hưởng một khí hậu ưu đãi với nhiệt độ ổn định quanh năm và nhiều nắng mặt trời. Có gió mistral vào mùa đông. Mùa hè, với vị trí địa lý của mình, Nîmes chỉ đôi khi chịu nắng nóng lớn.
- Thời gian có nắng: 2 670 giờ/năm (trung bình của nước Pháp: 1973 giờ/năm)
- Mưa: 760 mm/năm (trung bình của nước Pháp: 770 mm/năm)
- Tuyết: 3 ngày/năm (trung bình của nước Pháp: 14 ngày/năm)
- Giông: 24 ngày/năm (trung bình của nước Pháp: 22 ngày/năm)
- Sương mù: 11 ngày/năm (trung bình của nước Pháp: 40 ngày/năm)

Nhiệt độ trung bình là 6,5° vào mùa đông và 23,5° vào mùa hè (cao hơn 1° so với trung bình của nước Pháp). Ngày nóng đặc biệt lên tới hơn 35°.

## Dân số
Nîmes là thành phố đông dân thứ 20 của Pháp với dân số nội thành là 143 000 người. Tổng cộng dân cư của Nîmes, gồm 23 xã, là 206 616 người.
| 1881         | 1891  | 1901  | 1911  | 1921  | 1931  | 1936  | 1954  | 1962  | 1968   | 1975   | 1982   | 1990   | 1999   | 2005   |
| ------------ | ----- | ----- | ----- | ----- | ----- | ----- | ----- | ----- | ------ | ------ | ------ | ------ | ------ | ------ |
| 63552        | 71623 | 80605 | 80437 | 82774 | 89213 | 93736 | 89107 | 99775 | 123292 | 127933 | 124220 | 128471 | 133406 | 143000 |
| Tính từ 1881 |       |       |       |       |       |       |       |       |        |        |        |        |        |        |

- Thay đổi dân số từ 1990 đến 1999: + 4 935 người
- Tăng tự nhiên từ 1990 đến 1999: + 4 365 người
- Tăng do di dân từ 1990 đến 1999: + 588 người
- Tỵ lệ tăng dân số hằng năm từ 1990 đến 1999: + 0,4%
- Diện tích: 161,85 km²
- Mật độ: 824 người/km²

## Những người con của thành phố
- Louis Alphonse Bonhoure (1864–1909), Thống đốc (Lieutenant Gouverneur) người Pháp ở Nam Kỳ
- Jean Carrière, nhà văn (1932-2005)
- Édouard Daladier, chính trị gia (1884-1970)
- Jean Gaston Darboux, nhà toán học
- Alphonse Daudet, nhà văn
- Émile Doumergue,nhà thần học
- Anne-Marguerite Petit DuNoyer, nữ nhà báo
- François Pierre Guillaume Guizot, (1787-1874), chính trị gia und nhà văn
- Pierre Michel d'Ixnard, kỹ sư xây dựng
- Bernadette Lafont, nữ diễn viên
- Marguerite Long, nữ nghệ sĩ dương cầm
- Charles Joseph Natoire, họa sĩ (1700-1777)
- Jean Nicot, (1530-1604)
- Jean-François Remésy, chơi golf chuyên nghiệp
- Jean-Paul Rabaut Saint-Étienne, chính trị gia trong thời kỳ Cách mạng Pháp
- Paul Soleillet, (1842-1886)

## Thư viện ảnh

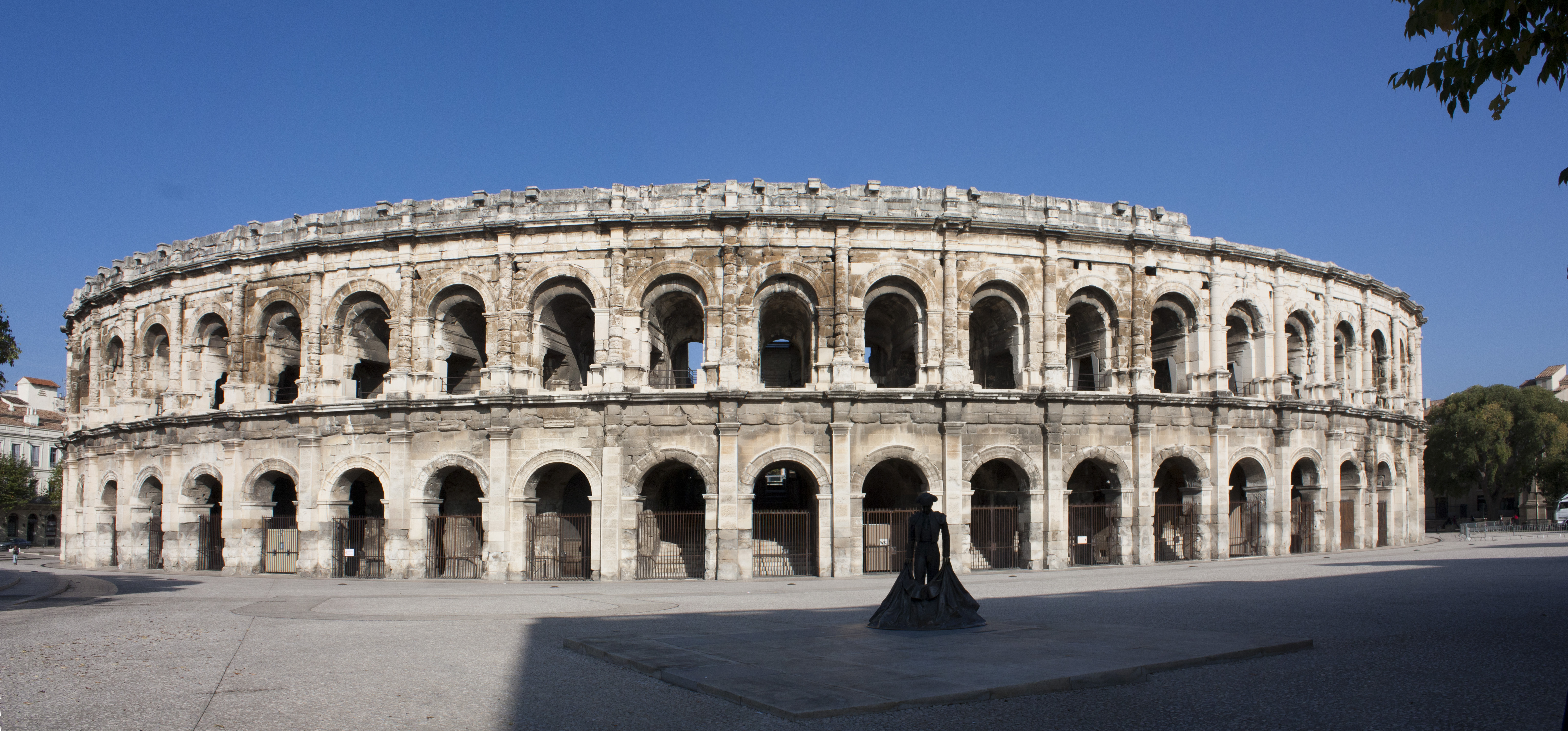
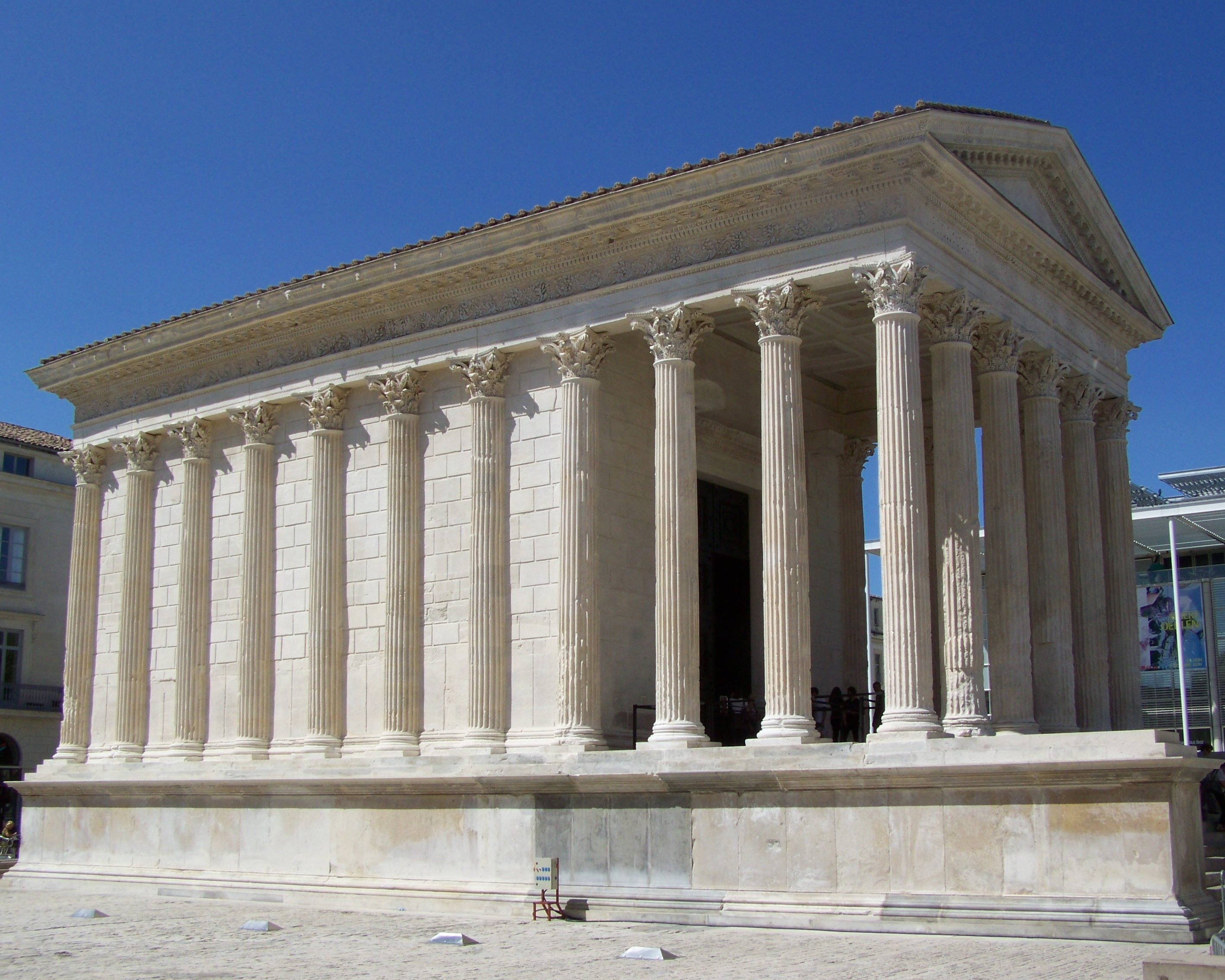
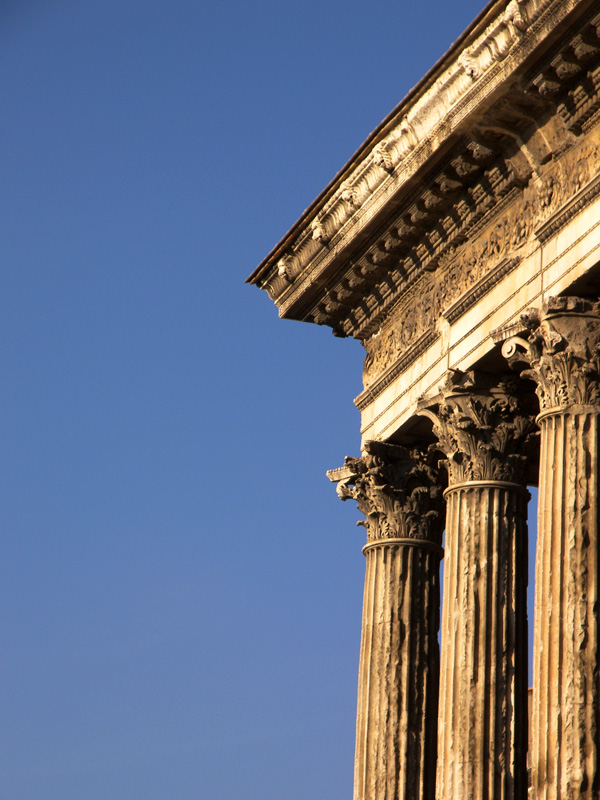
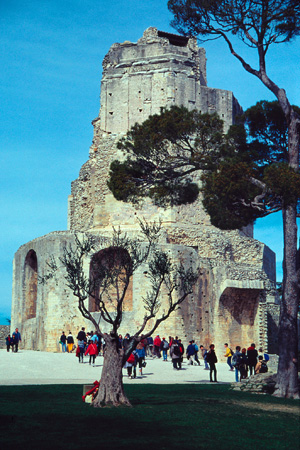
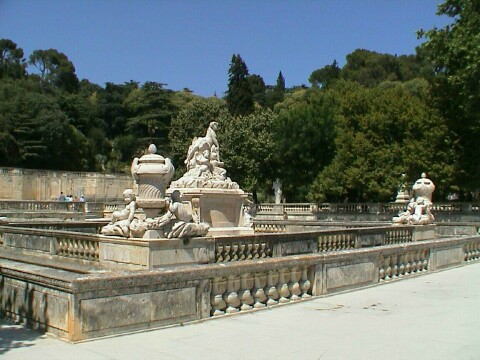
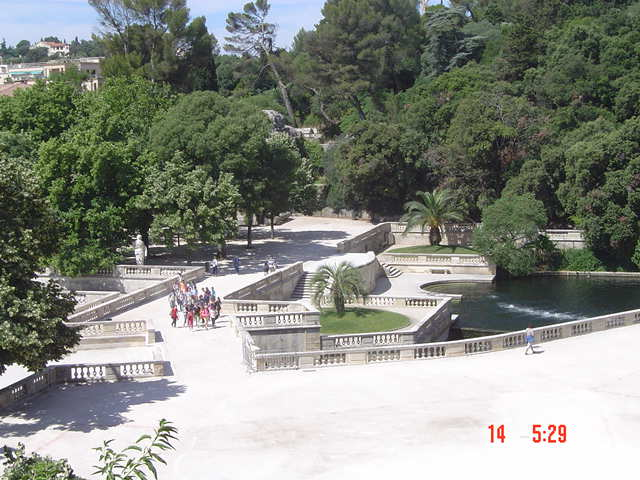
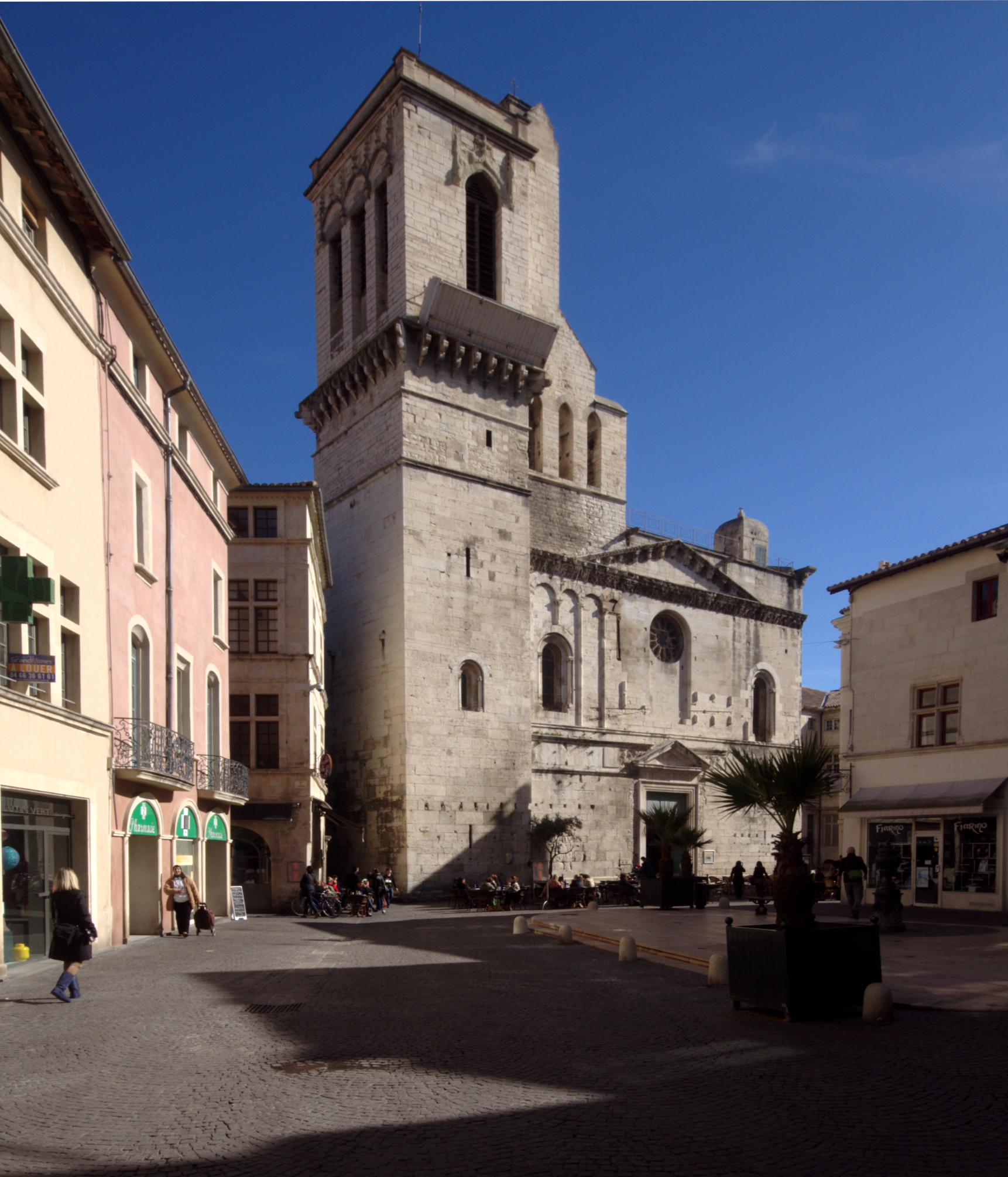
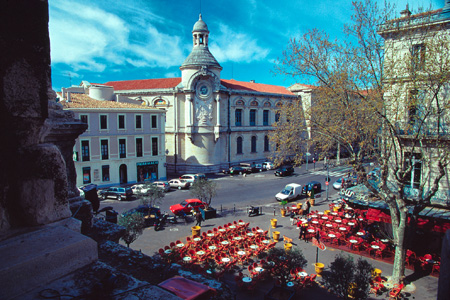
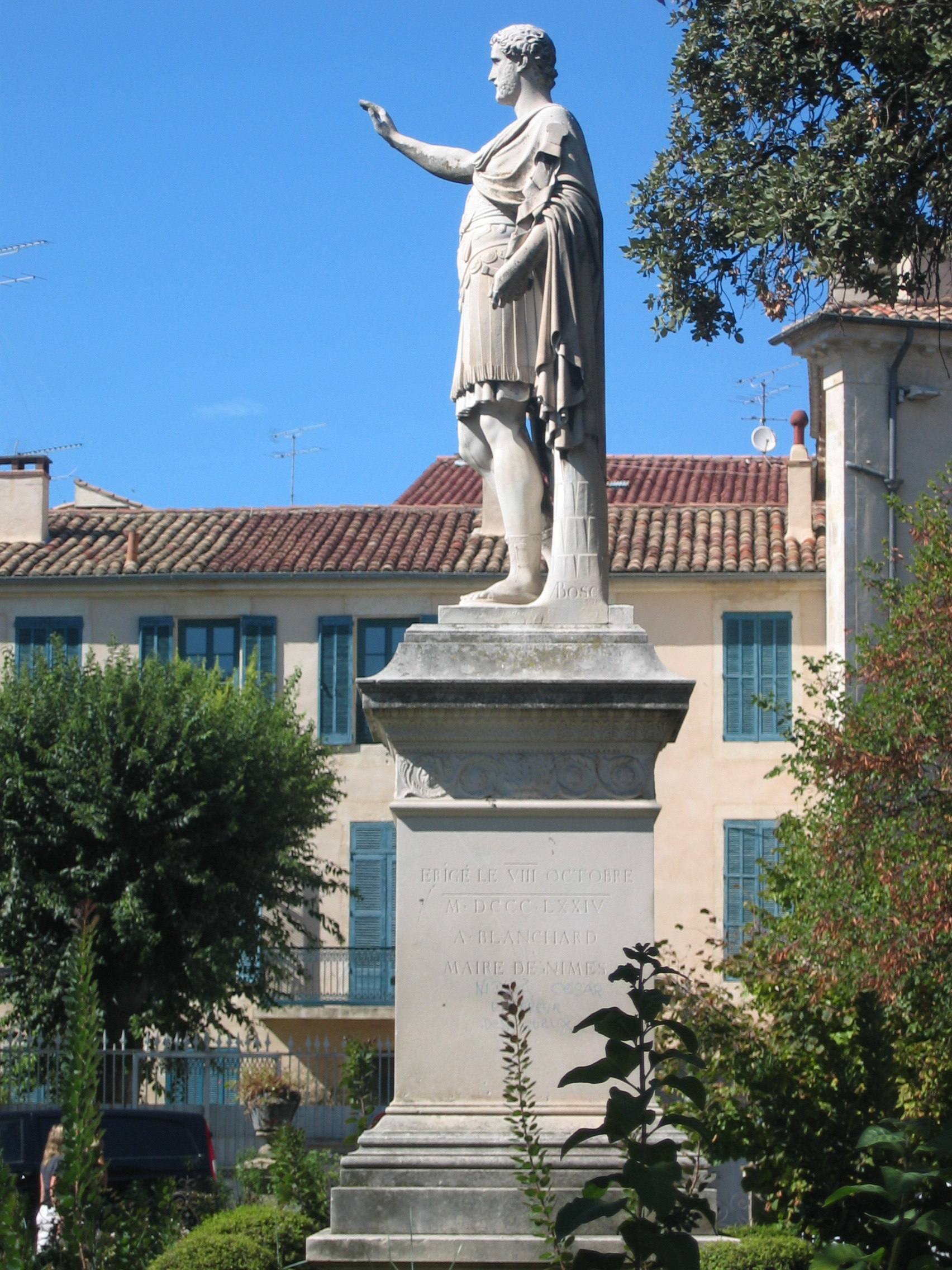
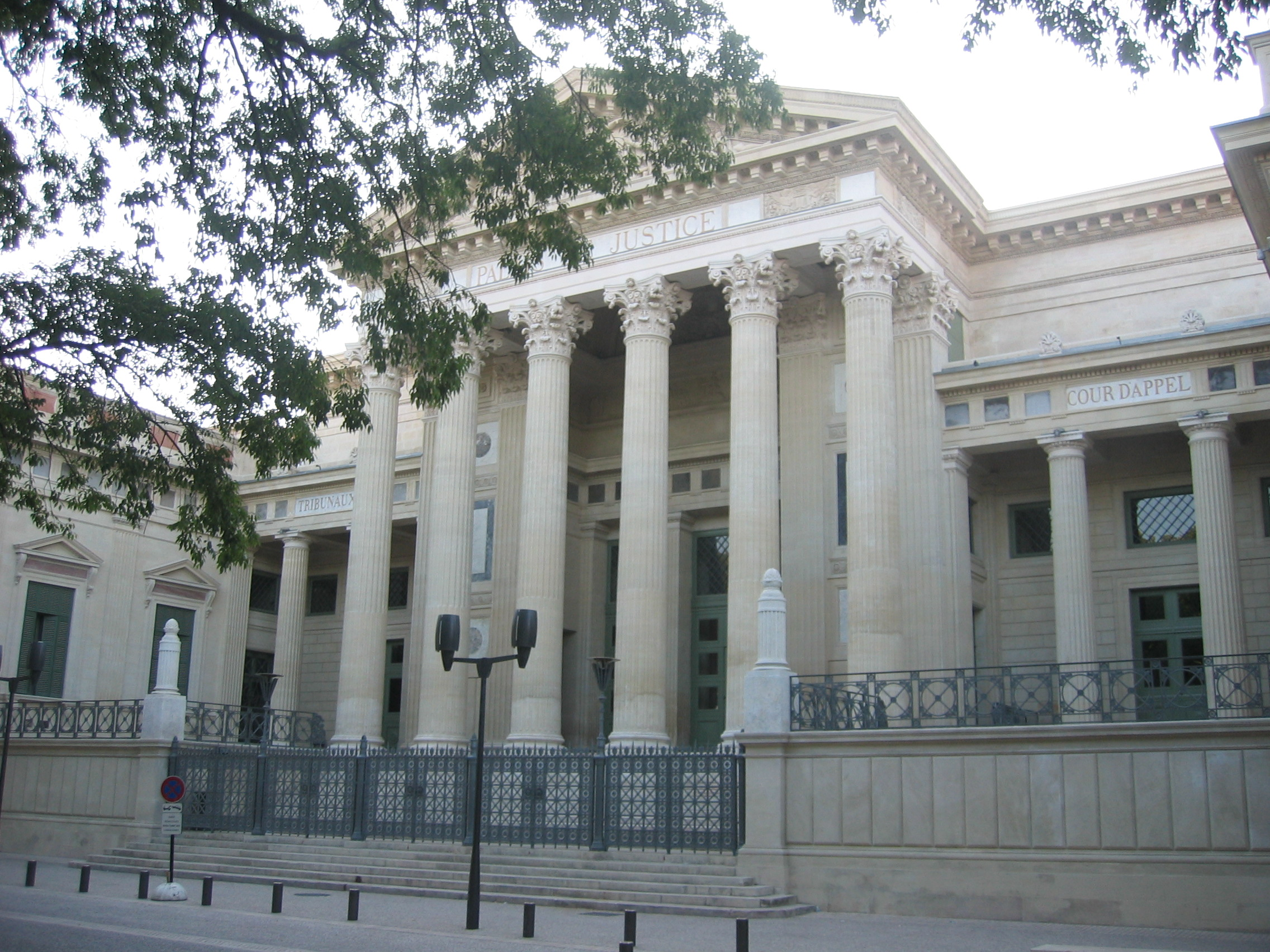
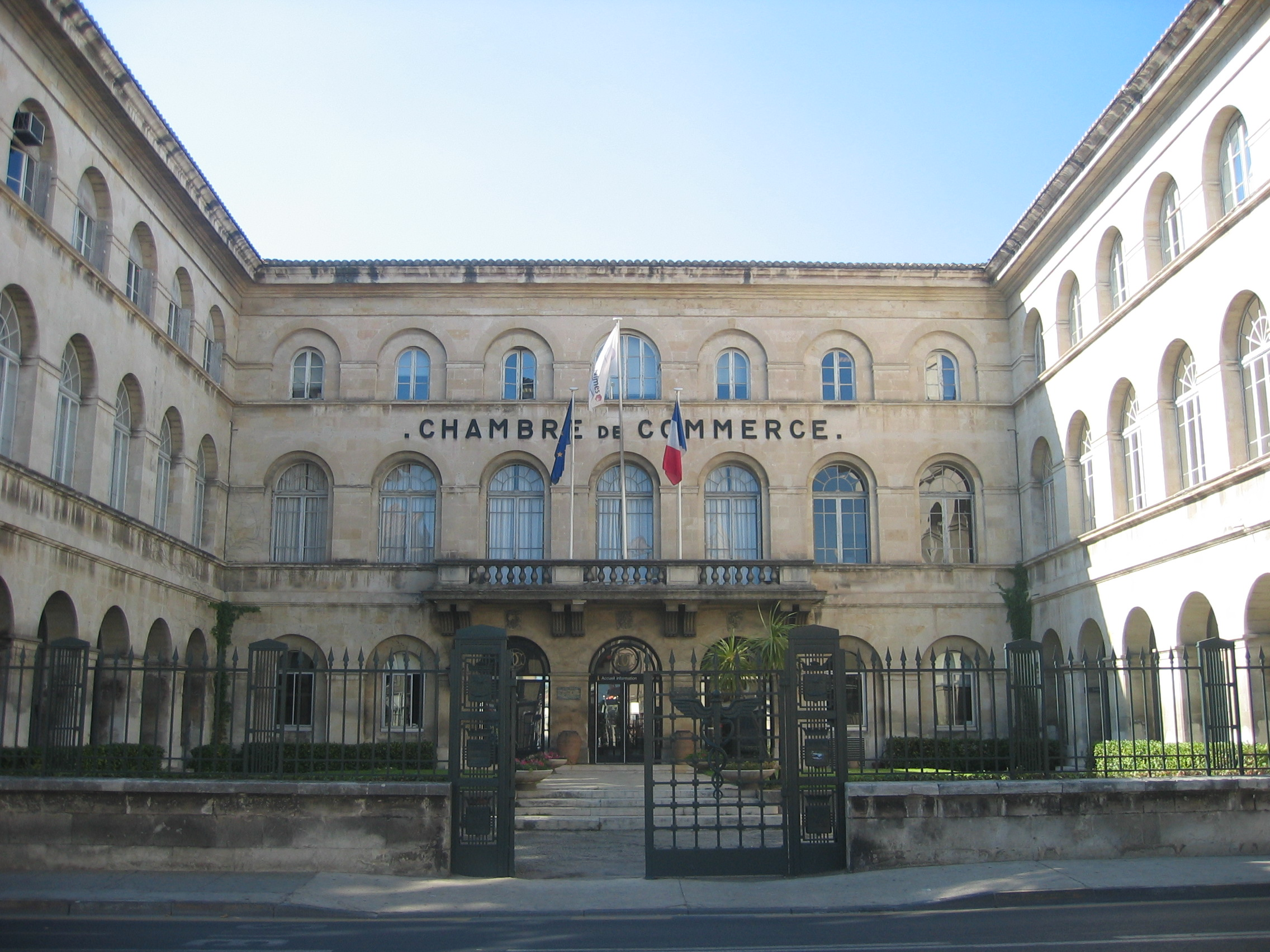
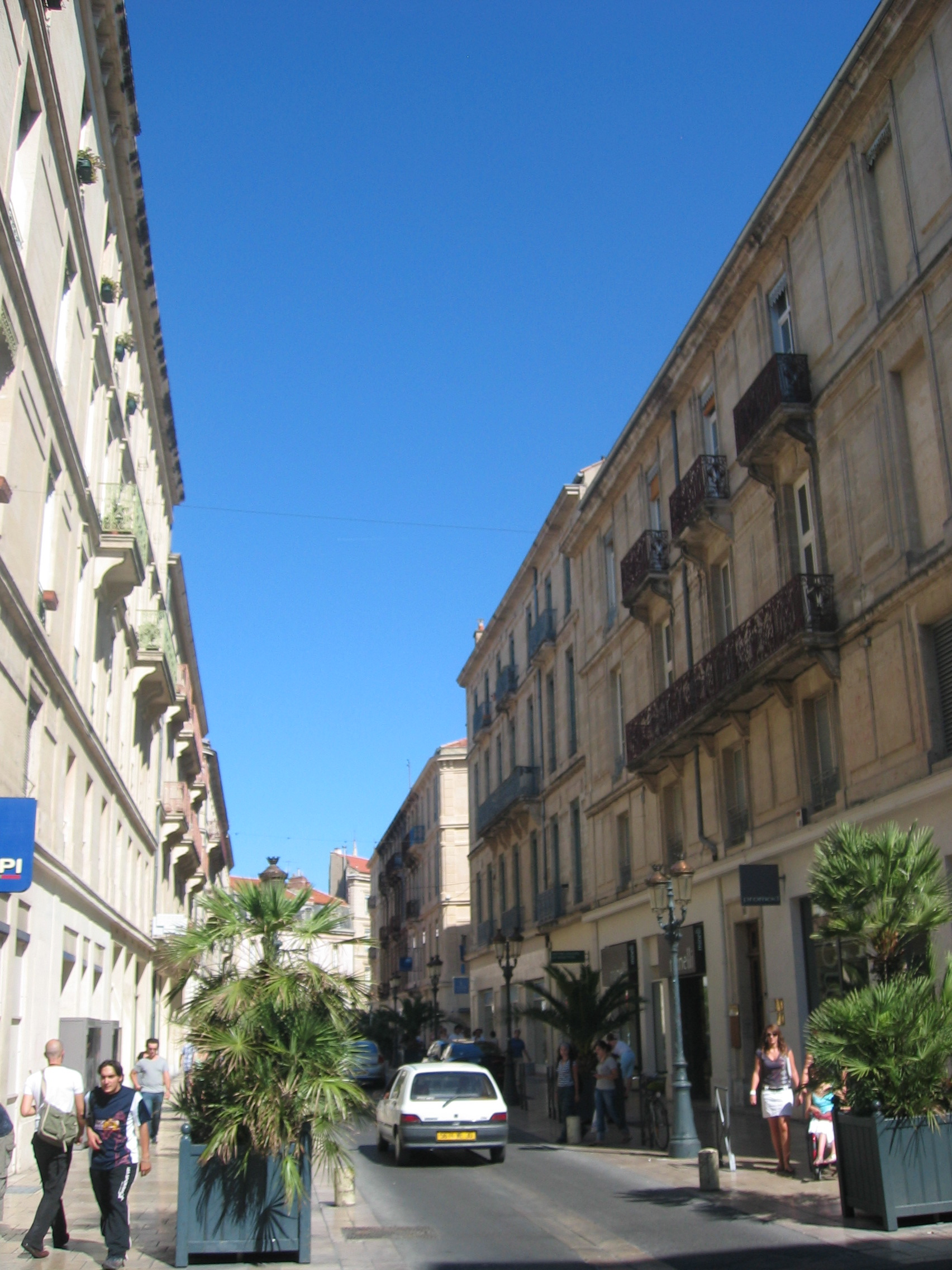
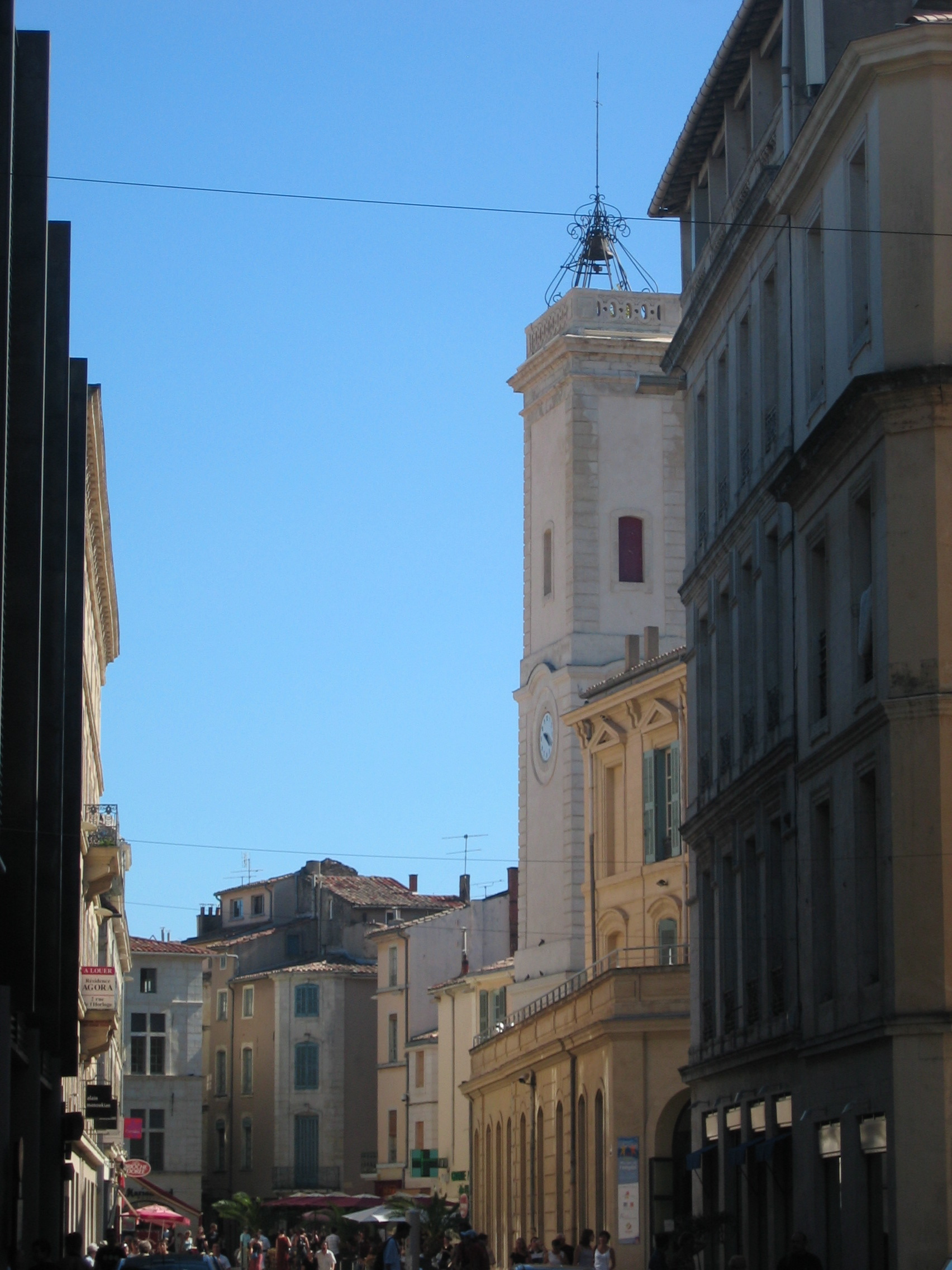